# Altstätten
Altstätten es una comuna suiza del cantón de San Galo. Tiene una población estimada, a fines de 2020, de 11 938 habitantes.

## Visión general
La comuna está dividida en dos partes:
Una de ellas, en la cual se encuentra el núcleo urbano, limita al norte con las comunas de Oberegg (AI) y Reute (AR), al este con Marbach, al sur con Oberriet y Eichberg, y al occidente con Gais (AR) y Trogen (AR).
La segunda parte, enclavada en el extremo sur del distrito, limita al norte con las comunas de Oberriet y Rüthi, al este con Feldkirch (AUT-8), al sur con Ruggell (FL) y Sennwald, y al oeste con Rüte (AI).
Altstätten está situada entre la ciudad de St. Margrethen y la ciudad de Buchs/SG, cerca de la frontera con Austria, a los pies de los Alpes Suizos. En Altstätten comienza la línea de ferrocarril de cremallera y piñón de los Tranvías de Appenzell a Gais.
Un tranvía eléctrico sirvió a la ciudad a partir de 1897 hasta 1973, operado por Rheintaler Vekehrsbetriebe, que también operaba trolebuses de 1940 a 1977, en una ruta hacia Berneck. En el Altstätten actual opera una red de transporte de autobuses, RTB.
La popularidad supraregional de Altstätten fue lograda por su larga y exclusiva tradición del Martes de Carnaval. Cada enero y febrero se realizan actuaciones en el Röllelibutzen-club, fundado en 1919, así como las muchas de las Sociedades Musicales Juveniles de la ciudad y la región. Lo más destacado es el desfile internacional, que atrae a más de 30.000 personas de toda Suiza.

## Historia
Altstätten se menciona por primera vez en 853 como Altstetti.

## Geografía
La comuna tiene un área de 39,46 km². De esta superficie, el 63,3% se utiliza para fines agrícolas, mientras que el 21,1% está cubierta de bosques. Del resto de la tierra, el 12,7% está ocupada (por edificios o carreteras) y el resto (2,9%) no es productivo (ríos o lagos).
El municipio es la capital del distrito electoral de Rheintal y en su día fue la capital del distrito Oberrheintal. La tradicional agricultura local se encuentra en el lado occidental del río Rin, entre la región montañosa de Appenzell.

## Demografía
Altstätten tiene una población, a 31 de diciembre de 2020. de 11 938 habitantes.
En 2007, aproximadamente el 21,5% de la población estaba compuesta por ciudadanos extranjeros. De la población extranjera (a partir de 2000), 175 son de Alemania, 228 son de Italia, 1.108 de la ex-Yugoslavia, 143 son de Austria, 82 de Turquía, y 316 son de otro país. Durante los últimos 10 años la población ha crecido a un ritmo del 3,5%. La mayor parte de la población (en el 2000) habla alemán (el 89,0%), el albanés es el segundo idioma más común (3,1%) y el serbocroata el tercero (2,7%). De las lenguas nacionales de Suiza (en el 2000), 9243 hablan alemán, 17 personas hablan francés, 172 italiano y 22 personas hablan romanche.
La distribución por edades en 2000, era la siguiente: 1296 niños, o el 12,5% de la población, tenían entre 0 y 9 años de edad, y 1438 adolescentes, o el 13,9%, tenían entre 10 y 19 años. De la población adulta, 1.337 personas o 12,9% tenían entre 20 y 29 años; 1614 personas, o el 15,5%, entre 30 y 39 años: 1410 personas, o el 13,6%, tenían entre 40 y 49 años, y 1300 personas o 12,5% tenían entre 50 y 59 años. La distribución demográfica de mayores era la siguiente: 884 personas o 8,5% está entre 60 y 69 años, 689 o el 6,6% están entre 70 y 79 años, 350 personas o 3,4% que tienen entre 80 y 89 años y hay 62 personas o 0,6 que tienen entre 90 y 99 años, siendo 1 persona la que tiene más de 100 años.
En 2000, había 1.323 personas (0 12,7% de la población) que vivían solos en una vivienda privada. Había 2.162 (20,8%) personas que formaban parte de una pareja (casados o no comprometidos) sin hijos, y 5.673 (54,6%) que eran parte de una pareja con niños. Hubo 575 (o 5,5%) de personas que vivían en el hogar de una madre soltera, mientras que hay 68 personas adultas que vivían con uno o ambos padres, 37 personas que vivían en un hogar formado por parientes, 49 que vivían en un hogar formado por personas sin relación y 494 que están bien institucionalizados o viven en otro tipo de vivienda colectiva.
En las elecciones federales de 2007 el más popular era el SVP, que recibió la mayoría de los votos. Los tres siguientes partidos más populares eran el CVP (28%), el SP (9,9%) y el FDP (9,4%).
En Altstätten aproximadamente el 64,4% de la población (entre la edad 25-64) han completado la educación secundaria superior no obligatoria o la educación superior adicional (universidad o Fachhochschule). Fuera de la población total en Altstätten, a partir del 2000, el nivel de educación más alto completado por 2.532 personas (24,4% de la población) era primaria, mientras que 3.579 (34,5%) han completado secundaria, 905 (8,7%) han asistido a una escuela terciaria y 488 (4,7%) no están en la escuela. El resto no respondió a esta pregunta.
El historial de la población se da en la siguiente tabla:
| año  | población    |
| ---- | ------------ |
| 1800 | aprox. 4,900 |
| 1850 | 6,492        |
| 1900 | 8,724        |
| 1950 | 8,603        |
| 2000 | 10,381       |
| 2020 | 11,938       |

## Religión
En el censo del año 2000, 6.216 o el 59,9% eran católicos, mientras que 2.050 o el 19,7% pertenecían a la iglesia reformada suiza. Del resto de la población, había 12 individuos (aprox. el 0,12% de la población) que pertenecía a la fe católica cristiana, hay 310 individuos (aprox. 2,99% de la población) que pertenecían a la iglesia ortodoxa y unos 152 individuos (aprox. el 1,46% de la población) pertenecían a otra iglesia cristiana. Hay 3 individuos (aprox. el 0,03% de la población) que son judíos, y 762 (aprox. 7,34% de la población) que son musulmanes. Hay 74 individuos (0,71%) que pertenecen a otra iglesia (que no figuran en el censo), 468 (4,51%) no pertenecen a ninguna iglesia, son agnósticos o ateos, y 334 individuos (3,22%) no contestaron a la pregunta.

## Economía
A partir de 2007, Altstätten tenía una tasa de desempleo del 2,17%. A partir de 2005, había 399 personas empleadas en el sector económico primario y aproximadamente 147 empresas dedicadas a este sector. 2.675 personas están empleadas en el sector secundario y hay 152 negocios en este sector. 3.313 personas están empleadas en el sector terciario, con 426 negocios en este sector.
A partir de octubre de 2009, la tasa media de desempleo fue del 4,0%. Había 726 empresas en el municipio de las cuales 148 estaban involucrados en el sector secundario, mientras que 443 estuvieron involucrados en el terciario.
A partir del 2000 había 3.302 residentes que trabajan en el municipio, mientras que 2.025 residentes trabajan fuera de Altstätten y 3.269 personas conmutaron en el municipio para trabajar.

## Monumentos
El pueblo de Altstätten, así como una concentración de castillos, conocidos como Schlosslandschaft Ober/Unterrheintal, se extienden por Altstätten, Balgach, Berneck, y Marbach, está designado como parte del Inventario de Patrimonio de Suiza.

## Deportes
En la década de 1970, el Fútbol Club Altstätten que fue fundado en 1945, comenzó a jugar en la Challenge League, y jugó en la Super Liga. Hoy el club juega en la Segunda Liga Interregional.

## Personalidades históricas
- Wilhelm Matthias Naeff (19 de febrero de 1802; † 21 de enero de 1881), político suizo (FPD) (demócratas liberales/radicales), uno de los redactores de la constitución nacional después de la época de la ocupación napoleónica. Vicepresidente en 1852, Presidente Federal en 1853, Ministro de Fomento (1848-52), Departamento de Interior (1853), Ministro de Comercio y Aranceles (1854), Ministro de Fomento (1855-59), Departamento de Servicios (1860-66), Ministro de Hacienda (1867-72), Finanzas (1873), Ministro de Comercio (1873), Finanzas (1874-5)

- Jakob Laurenz Custer (16 de marzo de 1755; † 24 de enero de 1828), concejal del Ayuntamiento de St. Gallian de 1803 a 1817. Ministro de finanzas a corto plazo durante la República Helvética, mientras la ocupación napoleónica.

- Ambühl Johann Ludwig (1750-1800), pedagogo y caballero de la pluma, promotor y mecenas de Ulrich Bräker (famoso desertor); escribió el drama Der Schweizerbund ("La Confederación Suiza"), que Johann Christoph Friedrich von Schiller utilizó para su cuento-saga, que se convirtió en la leyenda nacional en Suiza. Vice-procónsul del Valle del Rin, durante la ocupación napoleónica, tutor de Jakob Laurenz Custer.

- Johann Jakob Haltiner (1728; † 1800), arquitecto de iglesias.

## Habitantes notables de la ciudad
- Paul Baumgartner, pianista suizo.
- Myriam Casanova, tenista suiza, 45 en la clasificación mundial.
- Josef Ebnöther, pintor.
- Jakob Feurer, fundador de la Orden de la construcción en Suiza.
- Jakob Freund, presidente central de la asociación para la música folklórica suiza, 1995-2003 miembro del consejo nacional.
- Ferdinand Gehr, pintor.
- Joseph (us) Hasler, obispo católico de la diócesis de St. Gall.
- Ivo Heuberger, el tenista suizo, ranking 102.
- Gardi Hutter, actriz y autora.
- Carl Eugen Keel, pintor expresionista.
- Stefan Frei, portero del Seattle Sounders FC.
- Philipp Kohlschreiber, alemán. Jugador de tenis con ranking ATP actual de #30.